# Отверженные (фильм, 1982)
«Отверженные» (фр. Les Misérables) — кинофильм (2 серии). Экранизация одноимённого романа Виктора Гюго. Фильм демонстрировался в советском прокате с дубляжем киностудии «Ленфильм».

## Сюжет
Франция начала XIX века. В небольшом городке Динь появляется Жан Вальжан, отбывший на каторге 19 лет. Он находит приют в доме епископа Мириэля и ночью крадёт столовое серебро из кухни епископа. Полиция задерживает Вальжана с поличным при попытке скрыться. Епископ прощает его и напутствует Жана с тем, чтобы тот встал на путь истинный. Потрясённый поступком священника Жан пытается изменить образ жизни, но долгие годы ему приходится скрываться от полиции и своего прошлого…

## В ролях
- Лино Вентура — Жан Вальжан
- Мишель Буке — инспектор Жавер
- Эвелин Буи — Фантина, мать Козетты
- Валентин Борделе — Козетта-дитя
- Кристиан Жан[фр.] — Козетта-подросток
- Жан Карме — Тенардье
- Франсуаза Сенье — тётка Тенардье
- Луи Сенье — Мириэль
- Эммануэль Куртиль — Гаврош
- Робер Дальбан — Повар
- Роже Анен — трактирщик

## Премии и номинации
- 1983 — пять номинаций на премию «Сезар», победа в номинации лучший актёр второго плана (Жан Карме)
- 1983 — специальная премия «Московского кинофестиваля»